# Lovenella producta
Lovenella producta is een hydroïdpoliep uit de familie Lovenellidae. De poliep komt uit het geslacht Lovenella. Lovenella producta werd in 1874 voor het eerst wetenschappelijk beschreven door G.O. Sars. 